# Paweł Poljański
Paweł Poljański, né le 6 mai 1990 à Wejherowo, est un ancien coureur cycliste professionnel polonais.

## Carrière professionnelle
Paweł Poljański remporte une étape de la Carpathia Couriers Path en 2011 et devient champion de Pologne sur route espoirs en 2012. À la fin de la saison 2013, il court en tant que stagiaire avec l'UCI WorldTeam Saxo-Tinkoff, avec laquelle il signe un contrat professionnel entre 2014 et 2016,. Durant cette période, il participe à son premier grand tour, le Tour d'Italie 2014, où il se classe 50e du général. En 2015, il termine neuvième du Tour d'Autriche. 
Lors la saison 2017, il rejoint l'équipe allemande Bora-Hansgrohe. Lors du Tour de France 2017, il fait sensation en postant une photo de ses jambes émaciées sur Instagram. Plus tard dans la saison, il se classe deux fois deuxième d'étape sur le Tour d'Espagne.
En décembre 2020, après sept ans en tant que professionnel et quatre ans chez Bora-hansgrohe, Poljanski a annoncé qu'il avait une offre d'un autre UCI WorldTeam, mais qu'il n'accepterait pas cette offre car il ne voyait pas de perspectives d'avenir suffisantes et mettait plutôt fin à sa carrière de cycliste. À Bora-Hansgrohe, Poljanski travaillait principalement comme équipier,.

## Palmarès
- 2008
  - 3e du Giro della Lunigiana
- 2010
  - GP Dzierzoniowa
- 2011
  - Mémorial Giulio Bresci
  - 2e étape de la Carpathia Couriers Path
  - 2e de la Coppa Comune di Castiglion Fiorentino
  - 2e de la Carpathia Couriers Path
  - 3e de la Coppa San Sabino
  - 3e du Gran Premio Chianti Colline d'Elsa
- 2012
  -  Champion de Pologne sur route espoirs
  - Gran Premio Ezio Del Rosso
  - 2e de La Ciociarissima
  - 2e du Mémorial Secondo Marziali
  - 2e de la Coppa della Pace
  - 2e du Circuito delle Stelle
- 2013
  - Trofeo Tosco-Umbro

## Résultats sur les grands tours

### Tour de France
2 participations
- 2017 : 80e
- 2018 : 94e

### Tour d'Italie
4 participations
- 2014 : 50e
- 2016 : 35e
- 2019 : 89e
- 2020 : 67e

### Tour d'Espagne
3 participations
- 2015 : 35e
- 2017 : 67e
- 2019 : 57e

## Classements mondiaux
| Année           | 2010   | 2011 | 2012 | 2013 | 2014 | 2015 |
| --------------- | ------ | ---- | ---- | ---- | ---- | ---- |
| UCI World Tour  |        |      |      |      | nc   | nc   |
| UCI Europe Tour | 1 186e | 346e | 454e |      |      |      |